# Natalja Kučinská
Natalja Kučinská, známá také jako Nataša Kučinská (rusky Наташа Кучинская; * 8. března 1949 Leningrad), je bývalá sovětská sportovní gymnastka. Získala čtyři medaile na Letních olympijských hrách 1968.

## Sportovní kariéra
Ještě v mateřské škole byla vybrána do třídy gymnastiky. Původně usilovala o to, aby se stala baletkou, ale ke studiu gymnastiky ji přesvědčili její rodiče, kteří se tomuto sportu věnovali.
V roce 1965, ve věku 16 let, se Kučinská stala národní mistryní SSSR. Na olympijských hrách v roce 1968 byla pravděpodobně nejoblíbenějším členem sovětského týmu. Ve víceboji jednotlivkyň se umístila na třetím místě za Zinaidou Voroninou a Věrou Čáslavskou. Podílela se také na týmové zlaté medaili a získala titul na kladině a bronz v prostných. Tisk ji obdivoval a dal ji přezdívky „Nevěsta z Mexika“ a „Zlatíčko z Mexika“. Během pobytu v Mexico City ji doprovázela lidová píseň „Natalie“.
Kariéru ukončila po LOH 1968. Její náhlý odchod byl tehdy přičítán onemocnění štítné žlázy. Na konci 90. let Kučinská v rozhovoru řekla, že pro gymnastiku ztratila motivaci.

## Pozdější život
Po ukončení sportovní kariéry byla trenérkou v SSSR, Japonsku a Spojených státech. Od roku 1980 je vdaná za optika Alexandra Kotliara a v současné době žije a trénuje v USA a provozuje vlastní gymnastický klub v Illinois. V roce 1999 se objevila v epizodě „Sovětské sportovní války“ dokumentu PBS The Red Files, kde diskutovala o svých zkušenostech z gymnastiky. V roce 2006 byla uvedena do Mezinárodní gymnastické síně slávy.

## Úspěchy
| Rok  | událost            | Víceboj  | Družstva | Přeskok  | Bradla   | Kladina  | Prostná  |
| ---- | ------------------ | -------- | -------- | -------- | -------- | -------- | -------- |
| 1965 | Mistrovství SSSR   | 1. místo |          |          |          | 1. místo |          |
| 1965 | SSSR Cup           | 2. místo |          |          |          |          |          |
| 1966 | Mistrovství světa  | 2. místo | 2. místo | 3. místo | 1. místo | 1. místo | 1. místo |
| 1966 | Mistrovství SSSR   | 1. místo |          |          | 2. místo | 1. místo | 1. místo |
| 1966 | SSSR Cup           | 1. místo |          |          |          |          |          |
| 1967 | Mistrovství Evropy |          |          |          |          | 2. místo | 2. místo |
| 1967 | Mistrovství SSSR   | 1. místo |          | 1. místo | 1. místo | 1. místo | 1. místo |
| 1968 | Mistrovství SSSR   | 1. místo |          |          |          |          |          |